# Nikolaï Leskov
Œuvres principales
- Lady Macbeth du district de Mtsensk (1865)
- Gens d'Église (en) (1872)
- Le Pèlerin enchanté (1873)
- Le Gaucher (1881)

Nikolaï Semionovitch Leskov (en russe : Никола́й Семёнович Леско́в), né le 4 février 1831 (16 février dans le calendrier grégorien) à Gorokhovo, dans le gouvernement d'Orel, et mort le 21 février 1895 (5 mars dans le calendrier grégorien) à Saint-Pétersbourg, est un écrivain et journaliste russe. Il écrivait aussi sous le pseudonyme de M. Stebnitski.
Ses œuvres principales sont : Chroniques, Gens d'Église, Lady Macbeth du district de Mtsensk, dont Dmitri Chostakovitch a tiré un opéra, et la nouvelle fantastique L'Aigle blanc.
Nikolaï Leskov est enterré à la passerelle des Écrivains du cimetière Volkovo de Saint-Pétersbourg.

## Biographie

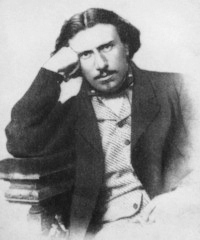
Nikolaï Leskov en 1860.

Fils de Semion Dmitrievitch Leskov, fonctionnaire ayant atteint un « tchin » conférant la noblesse héréditaire, et d'Elizaveta Petrovna née Alferieva. Nikolaï Leskov est initialement éduqué à domicile par des professeurs particuliers puis il rejoint le gymnasium d'Orel, sans toutefois en être diplômé. En 1847, il travaille au tribunal pénal d'Orel avant de servir en 1850 à Kyïv comme secrétaire d'un service de recrutement de l'armée. En 1853, il épouse Olga Vassilievna Smirnova avec laquelle il a deux enfants.
À partir de 1857, il est représentant de commerce d'un négociant britannique, M. Scott, et sillonne l'Empire russe. Il démissionne en 1860, quitte sa femme et s'installe à Saint-Pétersbourg comme journaliste. Il y vit en union libre avec Ekaterina Stepanovna Boubnova née Savitskaïa qui lui donne un fils, Andreï.

## Œuvres traduites en français

### Romans
- Vers nulle part (L'Impasse, Некуда), 1864
- Mania l'insulaire (de) (Островитяне), 1866
- À couteaux tirés (На ножах), 1871
- Gens d'Église (en) (Соборяне), 1872[1]
- Une famille déchue (de) (Захудалый род), 1874[2]

### Romans courts
- Lady Macbeth du district de Mtsensk (Леди Макбет Мценского уезда), 1865
- L’Ange scellé (Запечатанный ангел), 1872
- Le Pèlerin enchanté (Очарованный странник), 1873 Le Voyageur enchanté (trad. Victor Derély) (Wikisource)

### Récits
- Bœuf musqué (Овцебык), 1862
- Platonide et Cotin (Котин доилец и Платонида), 1867
- Le Paon (Павлин), 1874
- Au bout du monde (На краю света), 1875
- Hugo Pectoralis ou une volonté de fer (Железная воля), 1876
- Cheramour (Шерамур), 1879
- Le Chasse-Diable (Чертогон), 1879
- Le Gaucher ou le Dit du Gaucher bigle de Toula et de la puce d'acier (Левша), 1881
- Les Originaux de Petchersk (Печерские антики), 1882
- L’Artiste en postiches (Тупейный художник), 1883
- L’Homme qui monte la garde (Человек на часах), 1887

#### Bases de données et dictionnaires
- Ressources relatives au spectacle :   - Les Archives du spectacle
  - Kunstenpunt
- Ressources relatives à la musique :   - Discogs
  - MusicBrainz
- Ressource relative à la littérature :   - Internet Speculative Fiction Database
- Ressource relative à l'audiovisuel :   - IMDb
- Notices dans des dictionnaires ou encyclopédies généralistes :   - Britannica
  - Brockhaus
  - Den Store Danske Encyklopædi
  - Deutsche Biographie
  - Enciclopedia italiana
  - Hrvatska Enciklopedija
  - Internetowa encyklopedia PWN
  - Nationalencyklopedin
  - Store norske leksikon
  - Universalis
  - Visuotinė lietuvių enciklopedija
- Notices d'autorité :   - VIAF
  - ISNI
  - BnF (données)
  - IdRef
  - LCCN
  - GND
  - Italie
  - Japon
  - CiNii
  - Espagne
  - Belgique
  - Pays-Bas
  - Pologne
  - Israël
  - NUKAT
  - Catalogne
  - Suède
  - Vatican
  - WorldCat